# 필라델피아 인콰이어러
필라델피아 인콰이어러(The Philadelphia Inquirer)는 미국 펜실베이니아주 필라델피아 지역을 담당하는 아침 일간신문이다. 이 신문사는 1829년 6월 존 R. 워커와 존 노벨이 〈펜실베이니아 인콰이어러〉란 이름으로 창간하였고, 미국 내에서 세 번째로 가장 오랫동안 지속된 일간신문이다. 그 지역 그룹인 필라델피아 미디아 홀딩스 L.L.C가 필라델피아 인콰이어러를 소유하며, 미국 내에서 10번째로 가장 많은 주간 발매량을 가지며, 퓰리처상을 20번 수상하였다.

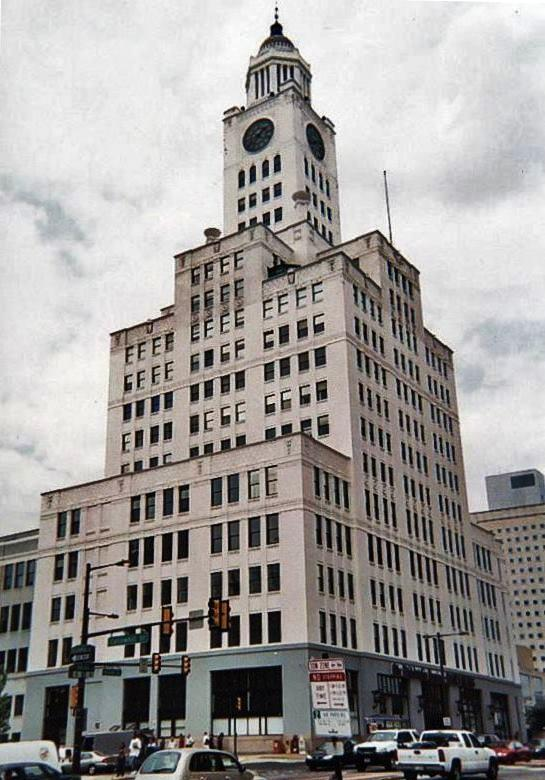
인콰이어러 건물

인콰이어러의 역사를 통해, 이 신문은 명성에서 상승과 추락을 겪었다. 인콰이어러는 미국독립전쟁 기간 동안 처음으로 주요한 신문사가 되었으며, 인콰이어러의 전쟁을 다룬 기사는 양쪽에 인기가 있었다. 전쟁이 끝난 후, 이 신문사의 발매량이 급격히 떨어졌지만, 19세기 말에서 다시 활기를 되찾았다.